# Agalliopsis coluber
Agalliopsis coluber är en insektsart som beskrevs av Kramer 1976. Agalliopsis coluber ingår i släktet Agalliopsis och familjen dvärgstritar. Inga underarter finns listade i Catalogue of Life.